# Национальная республиканская партия Суринама
Национальная республиканская партия Суринама (нидерл. Partij Nationalistische Republiek) — политическая партия, существовавшая в Суринаме с 1959 по 1980 год. Лидер партии Эдди Брума.

## История

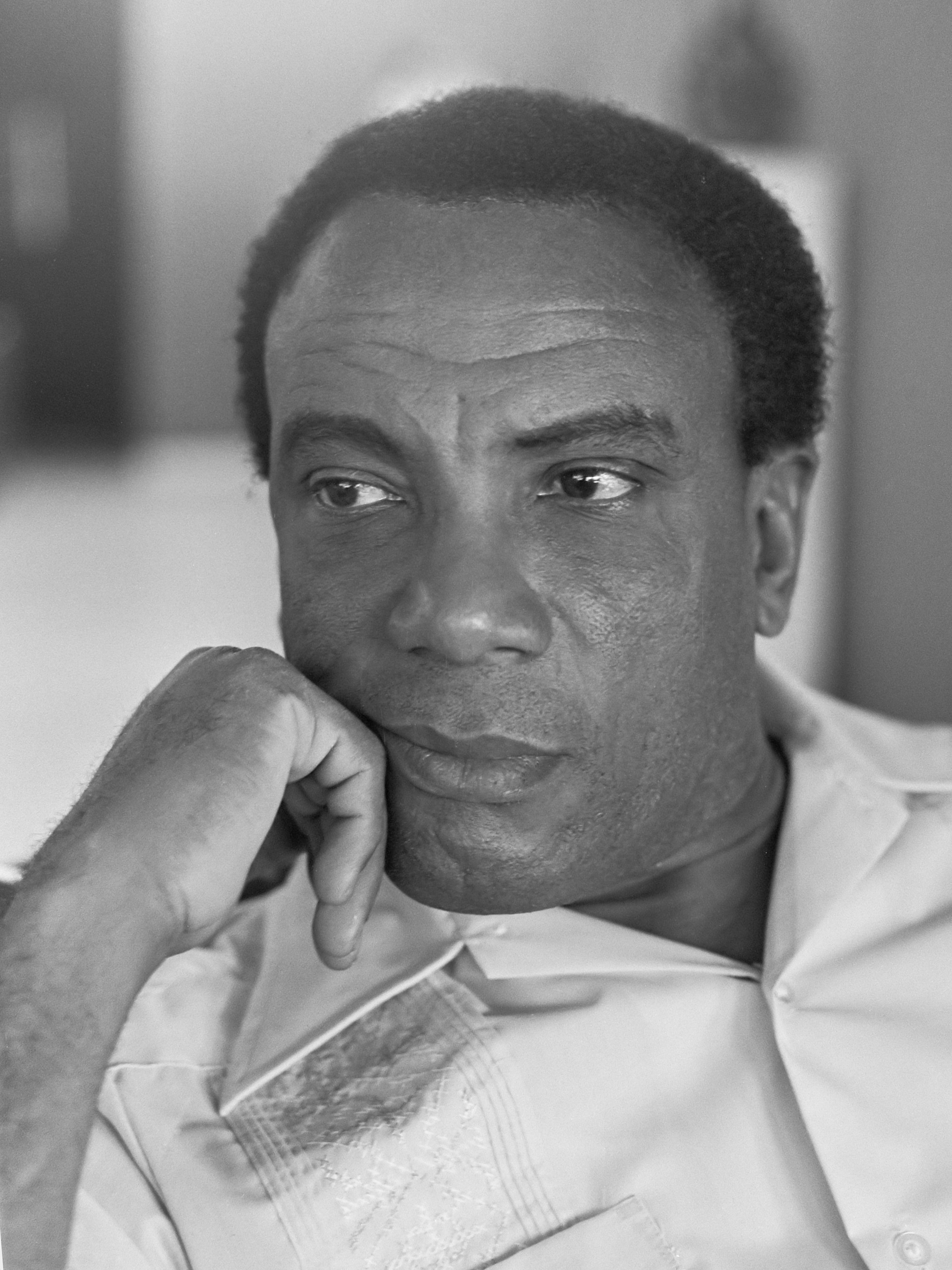
Лидер партии Эдди Брума

Национальная республиканская партия Суринама была основана в 1951 году в Нидерландах, в её вошли в основном суринамские студенты находившиеся на обучении в метрополии. В 1959 году партия начала свою деятельность на территории Суринама. На выборах 1969 года в коалиции с Национальной партией Суринама Национальная республиканская партия прошла в парламент, а Эдди Брума стал депутатом. В 1973 году партия получила 4 места в Национальной ассамблее. 
В кабинете министров Хенка Аррона, с 24 декабря 1973 по 1977 год в состав кабинета министров входили 3 представителя партии. 
- Эдди Брума — министр экономики
- Фрайтс Фрайжмерсум — министр труда и жилищного строительства
- Эдди Хост — министр юстиции и полиции

В 1977 году коалиция распалась и Национальная республиканская партия Суринама на выборы шла самостоятельно, не получив при этом места в парламенте.
25 февраля 1980 года в Суринаме был совершён военный переворот. Он был организован старшим сержантом Дези Баутерсе, с помощью ещё 15 сержантов. Баутерсе стал править Суринамом как глава созданного им Национального Военного Совета (присвоив себе воинское звание подполковника — высшее в суринамской армии). Он распустил парламент, отменил конституцию, ввёл в стране чрезвычайное положение и создал специальный трибунал, который рассматривал дела членов прежнего правительства и крупных предпринимателей.
Члены Национальной республиканской партии Суринама входили в состав Национального Военного Совета. Хендрик Рудольф Чан А Сен даже был президентом с 15 августа 1980 года по 4 февраля 1982 года. После восстановления демократии в 1987 году партия не была восстановлена. Лейбористская партия Суринама считается правопреемницей Национальной республиканской партии Суринама.